# Pīlemberā
Pīlemberā (persiska: پیلمبرا, Pīlemberā-ye Bālā) är en ort i Iran.   Den ligger i provinsen Gilan, i den nordvästra delen av landet, 290 km nordväst om huvudstaden Teheran. Antalet invånare är 258.
Terrängen runt Pīlemberā är platt åt nordost, men åt sydväst är den kuperad. Runt Pīlemberā är det ganska glesbefolkat, med 45 invånare per kvadratkilometer. Närmaste större samhälle är Pareh Sar, 2,1 km väster om Pīlemberā. Trakten runt Pīlemberā består till största delen av jordbruksmark.